# Yosemite Valley Chapel
La Yosemite Valley Chapel est une chapelle américaine située dans le comté de Mariposa, en Californie. Protégé au sein du parc national de Yosemite, cet édifice religieux construit en 1879 est inscrit au Registre national des lieux historiques depuis le 12 décembre 1973. C'est également une propriété contributrice au district historique dit « Yosemite Valley » depuis sa création le 14 décembre 2006.